# Inverkeilor
Inverkeilor, schottisch-gälisch: Inbhir Chìolair, ist eine Ortschaft in der schottischen Council Area Angus. Sie liegt rund acht Kilometer nordöstlich von Arbroath und 32 Kilometer nordöstlich des Zentrums von Dundee am rechten Ufer des Lunan Water.

## Geschichte
Insbesondere östlich von Inverkeilor finden sich zahlreiche Spuren historischer Besiedlung der Umgebung. Hierzu zählen Reste verschiedener, teils befestigter Wüstungen, deren Besiedlungsgeschichten teils bis in die Vorzeit reichen und die heute als Scheduled Monuments denkmalgeschützt sind.
Östlich von Inverkeilor an der Lunan Bay befindet sich mit Red Castle die Ruine einer bedeutenden Burg zur Abwehr von Wikingerangriffen. Aus diesem Grund hielten verschiedene hochgestellte schottische Adlige das Lehen Inverkeilor, darunter Walter of Berkeley, Great Chamberlain of Scotland und Ingram de Balliol. Das südöstlich gelegene Schloss Ethie Castle geht auf ein Tower House aus dem 15. Jahrhundert zurück.
Während das Fragment Inver (schottisch-gälisch Inbhir) „Mündung“ bedeutet, ist die Herkunft des zweiten Namensfragments von Inverkeilor unklar. Zwischen 1831 und 1881 schwankte die Einwohnerzahl Inverkeilors zwischen 1521 und 1879. Im Rahmen des Zensuserhebung 1971 wurden noch 172 Einwohner gezählt.

## Verkehr
Die A92 (Dunfermline–Stonehaven) tangiert Inverkeilor und bindet die Ortschaft direkt an das Fernverkehrsstraßennetz an. 1881 erhielt Inverkeilor einen Bahnhof an der neueingerichteten North British, Arbroath and Montrose Railway. Dieser wurde am 22. September 1930 aufgelassen. Die Bahnstrecke ist als Teil der East Coast Main Line weiterhin in Betrieb.